# John D. Ryan

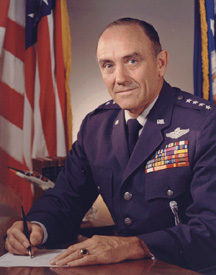
General John D. Ryan

John Dale Ryan (* 10. Dezember 1915 in Cherokee, Iowa; † 27. Oktober 1983 in San Antonio, Texas) war ein General der US Air Force und zuletzt zwischen 1969 und 1973 Chief of Staff of the Air Force.

## Leben
Ryan trat nach dem Schulbesuch 1938 in die United States Army Air Corps  ein und war während des Zweiten Weltkrieges Kommandeur eines Bombergeschwaders in Italien. 1952 war er Kommandeur des Bombergeschwaders auf der Biggs Air Force Base in El Paso.
1961 wurde er zum Generalleutnant befördert und wurde zugleich Kommandeur der Second Air Force auf der Barksdale Air Force Base in Shreveport. Danach folgten Verwendungen als Generalinspekteur der Air Force, als Kommandeur des Strategic Air Command (SAC) von 1964 bis 1967 sowie im Anschluss als Oberkommandierender der Pacific Air Forces (PACAF).

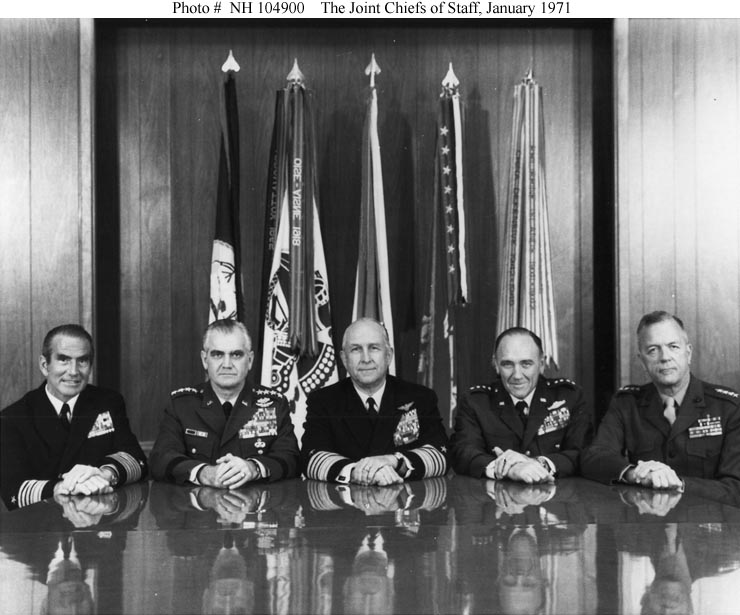
Die Joint Chiefs of Staff im Januar 1971 (v. l. n. r.): Admiral Elmo R. Zumwalt (Chief of Naval Operations), General William C. Westmoreland (Chief of Staff of the US Army), Admiral Thomas H. Moorer (US Navy, Vorsitzender), General John D. Ryan (Chief of Staff of the US Air Force) und
General Leonard F. Chapman junior (Commandant of the Marine Corps)

1968 wurde er als Nachfolger von General Bruce K. Holloway zunächst Vice Chief of Staff of the Air Force (VCSAF), ehe er am 1. August 1969 Nachfolger von General John P. McConnell als Chief of Staff of the Air Force (CSAF) wurde. Diese Position behielt er vier Jahre bis zu seiner Versetzung in den Ruhestand am 31. Juli 1973. Nachfolger wurde daraufhin General George S. Brown, der bisherige Kommandeur des Air Force Systems Command im Verteidigungsministerium der Vereinigten Staaten.
Während seiner Dienstzeit als CSAF kam sein gleichnamiger jüngerer Sohn John D. Ryan Jr. als Hauptmann der US Air Force 1970 bei einem Flugzeugabsturz mit seiner McDonnell F-4D ums Leben. Sein älterer Sohn Michael E. Ryan war ebenfalls General und zuletzt von 1997 bis 2001 Chief of Staff of the Air Force.
John D. Ryan starb an den Folgen eines Herzinfarkts im US Air Force Wilford Hall Medical Center.

## Auszeichnungen
Auswahl der Dekorationen, sortiert in Anlehnung der Order of Precedence of the Military Awards:
- Air Force Distinguished Service Medal
- Army Distinguished Service Medal
- Silver Star (2 ×)
- Legion of Merit
- Distinguished Flying Cross (2 ×)
- Purple Heart
- Air Medal (6 ×)
- Kommandeur der französischen Ehrenlegion
- Großkreuz des griechischen Phönix-Ordens